# Senden (Bayern)
Senden  är en stad i Landkreis Neu-Ulm i Regierungsbezirk Schwaben i förbundslandet Bayern i Tyskland, med cirka 23 000 invånare.